# Mniotype deluccai
Mniotype deluccai is een vlinder uit de familie uilen (Noctuidae). De wetenschappelijke naam is voor het eerst geldig gepubliceerd in 1976 door Berio.
De soort komt voor in Europa.